# Michelino da Besozzo
Michelino da Besozzo (* um 1370 in Besozzo; † um 1455 ebenda) war ein italienischer Maler und Miniaturist. Er gilt als einer der wichtigsten Vertreter der internationalen Gotik in Italien und arbeitete hauptsächlich in der Lombardei und in Venetien.

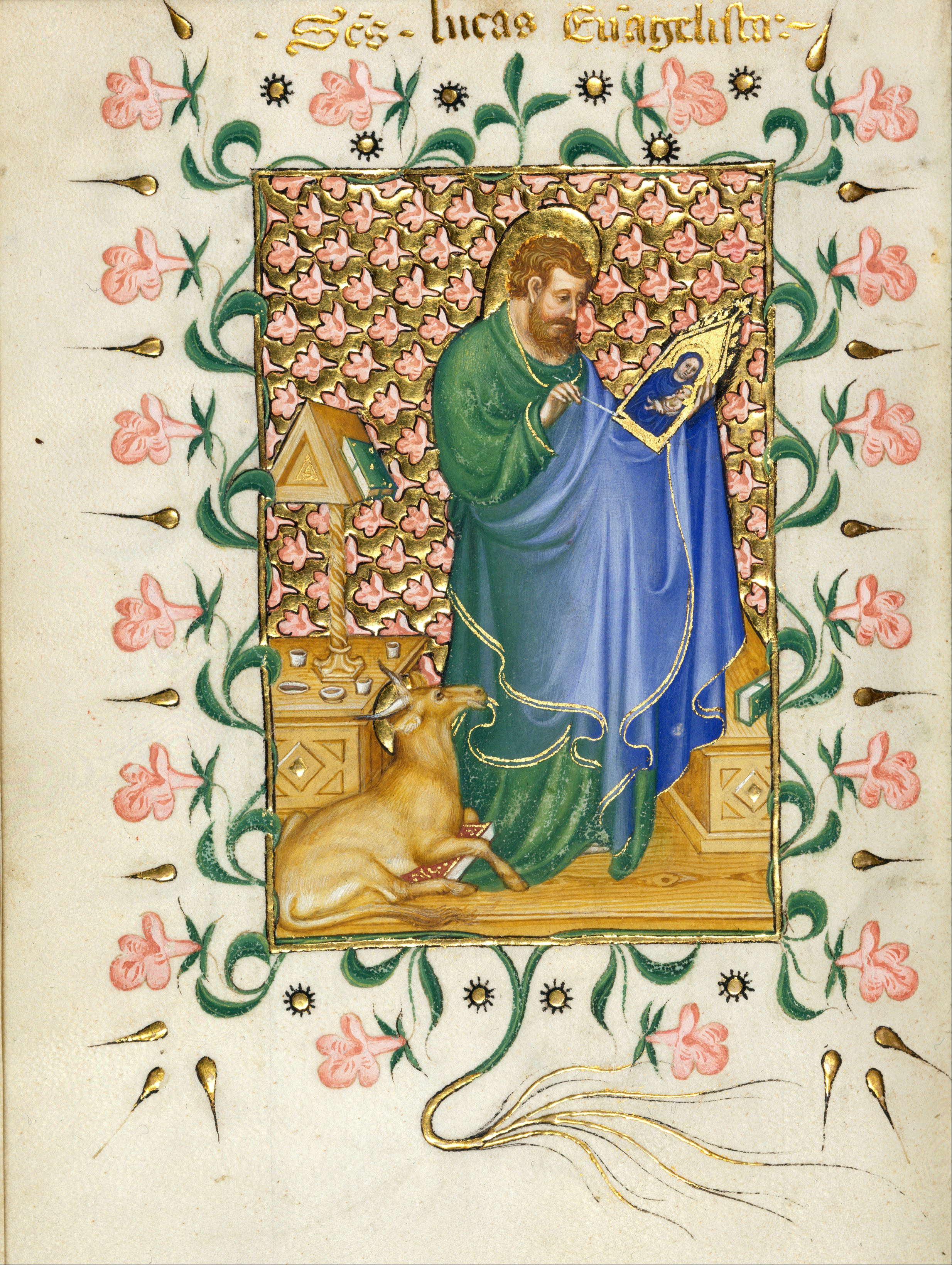
Der heilige Lukas malt die Jungfrau, Miniatur aus dem Offiziolo Bodmer, um 1430, Morgan Library & Museum, New York

## Werk
Die frühesten bekannten Werke führte Michelino in Pavia aus, sind jedoch weitestgehend verloren.
Im Jahr 1388 freskierte Michelino im zweiten Kreuzgang der Basilica di San Pietro in Ciel d’Oro Szenen aus dem Leben des heiligen Augustinus, ebenso wie das Altarbild für die Kirche Santa Mostiola und die Fresken im Castello Pavese, die für Gian Galeazzo Visconti ausgeführt wurden und von denen nur eine Imago Pietatis im Musei civici di Pavia erhalten ist.
Zwischen 1395 und 1405 illuminierte Michelino ein Stundenbuch, das ursprünglich in der Biblioteca Visconteo Sforzesca aufbewahrt wurde und heute in der Bibliothek von Avignon aufbewahrt wird; eine Zeichnung der Geburt Christi (Mailand, Biblioteca Ambrosiana) stammt ebenfalls aus dieser Zeit. Von um 1390–1400 stammen die vier illuminierten Heiligen auf vier einzelnen Pergamenten (Paris, Louvre, Cabinet des Dessins), die zu einem zerlegten Stundenbuch gehören. Das erste datierte Werk des Künstlers ist die Miniatur mit der Lobrede auf Gian Galeazzo Visconti von 1403 (Paris, Bibliothèque nationale de France, Ms lat. 5888).
Von 1404 bis etwa 1418 arbeitete der Künstler in Venetien, während er ab 1410, zur gleichen Zeit wie Gentile da Fabriano, in Venedig erwähnt wird. Im Jahr 1414 arbeitete er zusammen mit venezianischen Buchmalern an dem Codex Cornaro mit den Briefen des heiligen Hieronymus (London, British Library, Egerton 3266). Aus der venezianischen Zeit sind zwei Votivfresken für das Thiene-Grab in der Kirche Santa Corona in Vicenza erhalten. Im Jahr 1418 kehrt der Künstler nach Mailand zurück, um an der Baustelle des Mailänder Doms zu arbeiten. Im Jahr 1421 wurde er zusammen mit seinem Sohn Leonardo für das Retabel des den Heiligen Quirico und Giulitta gewidmeten Altars bezahlt; zwischen 1423 und 1425 wurde er erneut für die Lieferung von Entwürfen für das Glasfenster der Heiligen Judith bezahlt, von dem heute noch einige Figuren in einem anderen Fenster des Mailänder Doms erhalten sind.

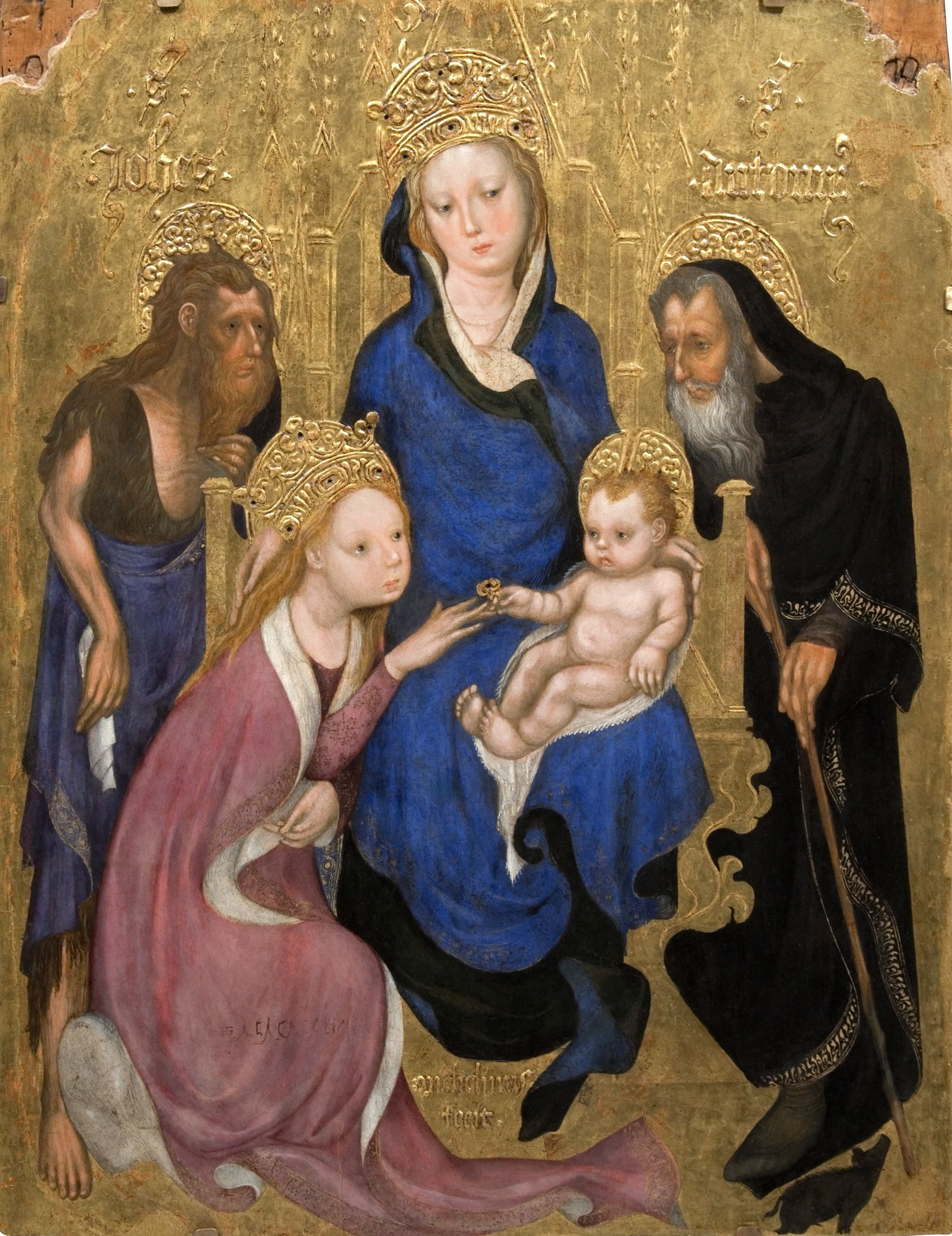
Die mystische Ehe der heiligen Katharina mit dem heiligen Johannes dem Täufer und dem heiligen Antonius der Große mit Signatur: „Michelinus fecit“, um 1420, Pinacoteca Nazionale, Siena

Ein weiteres Werk, das vor kurzem? restauriert wurde, stammt aus dem Jahr 1417, ein Fragment eines Freskos mit der Darstellung einer Kreuzigung unter trauernden Engeln, das sich heute in der Sakristei des Doms von Monza befindet, aber aus der Rosenkranzkapelle derselben Basilika stammt und früher Zavattari zugeschrieben wurde. Die Tafel mit der Mystischen Vermählung der Heiligen Katharina, signiert Michelinus fecit (Siena, Pinacoteca Nazionale), ist auf etwa 1420 zu datieren. Die einzig andere signierte Tafel Michelinos ist die Vermählung der Jungfrau im Metropolitan Museum in New York City (um 1435). Komplizierter ist die Datierung des Offiziolo Bodmer, vielleicht sein Meisterwerk.
Um 1430 ist das Fresko der Madonna mit Kind und Heiligen aus der Abtei Viboldone zu datieren. Auf 1435 wird die Madonna del roseto aus dem Museo di Castelvecchio in Verona datiert, deren Attribution umstritten ist und auch Stefano da Verona zugeschrieben wird. In den Jahren 1445 bis 1446 ist ein Fresko mit der Prozession der Heiligen Drei Könige für die Kirche Santa Maria Podone (Mailand, Diözesanmuseum) dokumentiert.
Im Großen Museum des Mailänder Doms befindet sich ein Werk, das Michelino da Besozzo zugeschrieben wird und als Madonna der Idee bekannt ist. Es handelt sich um ein beidseitig bemaltes Prozessionsaltarbild, das spätestens auf Mitte des 15. Jahrhunderts zu datieren ist. Das Werk wird noch heute bei den Gottesdiensten im Dom verwendet.
In der Einsiedelei von San Salvatore di Erba wurden kürzlich? Reste eines Freskos einer Kreuzigung Michelino zugeschrieben. Ebenfalls unsicherer Herkunft sind die Fresken in der Kirche Santa Maria e San Pietro in Silvano Pietra und das Gewölbe der Torriani-Kapelle in der Basilika Sant’Eustorgio in Mailand, mit den Symbolen der vier Evangelisten.

## Bilder

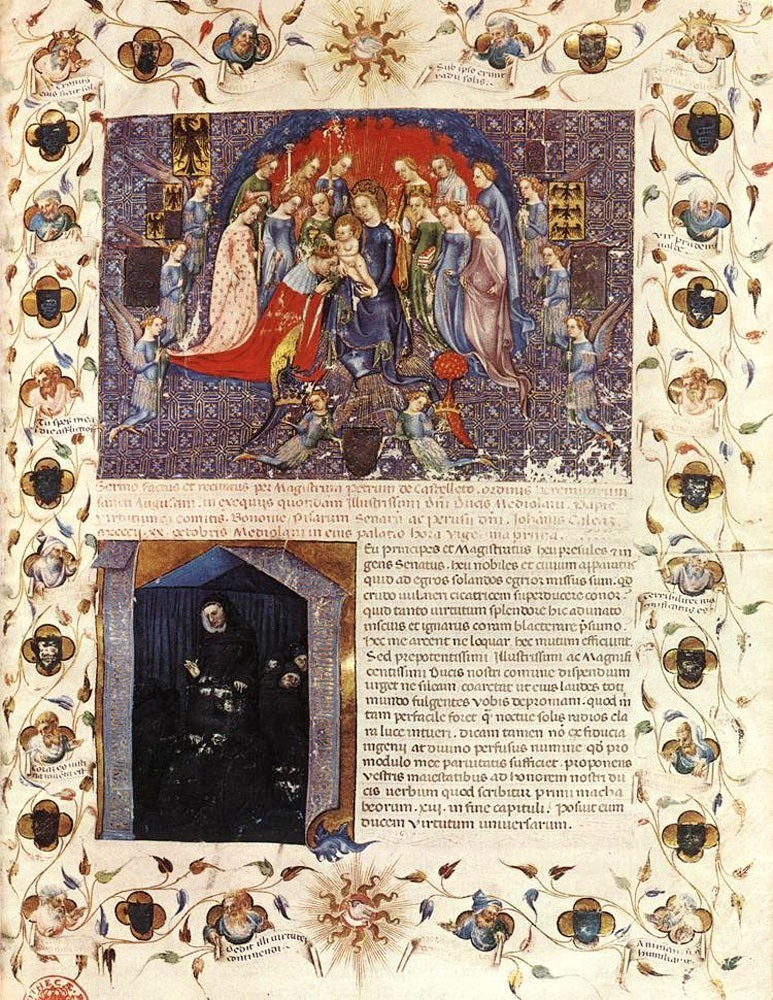
Elogio funebre di Gian Galeazzo Visconti, 1403 (Bibliothèque nationale de France, Paris, Ms lat. 5888)
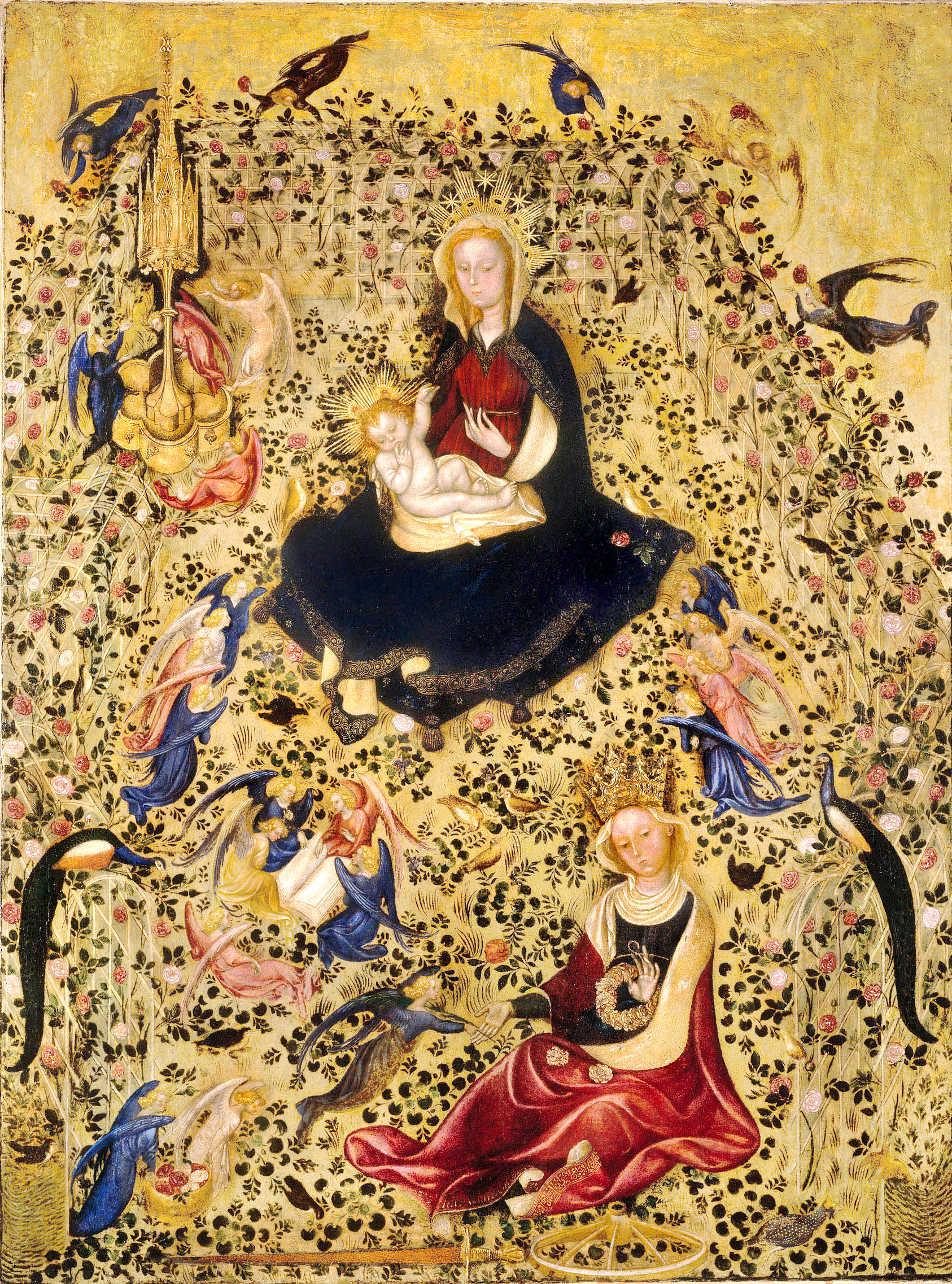
Madonna del roseto  (zugeschrieben), um 1435, Museo di Castelvecchio, Verona
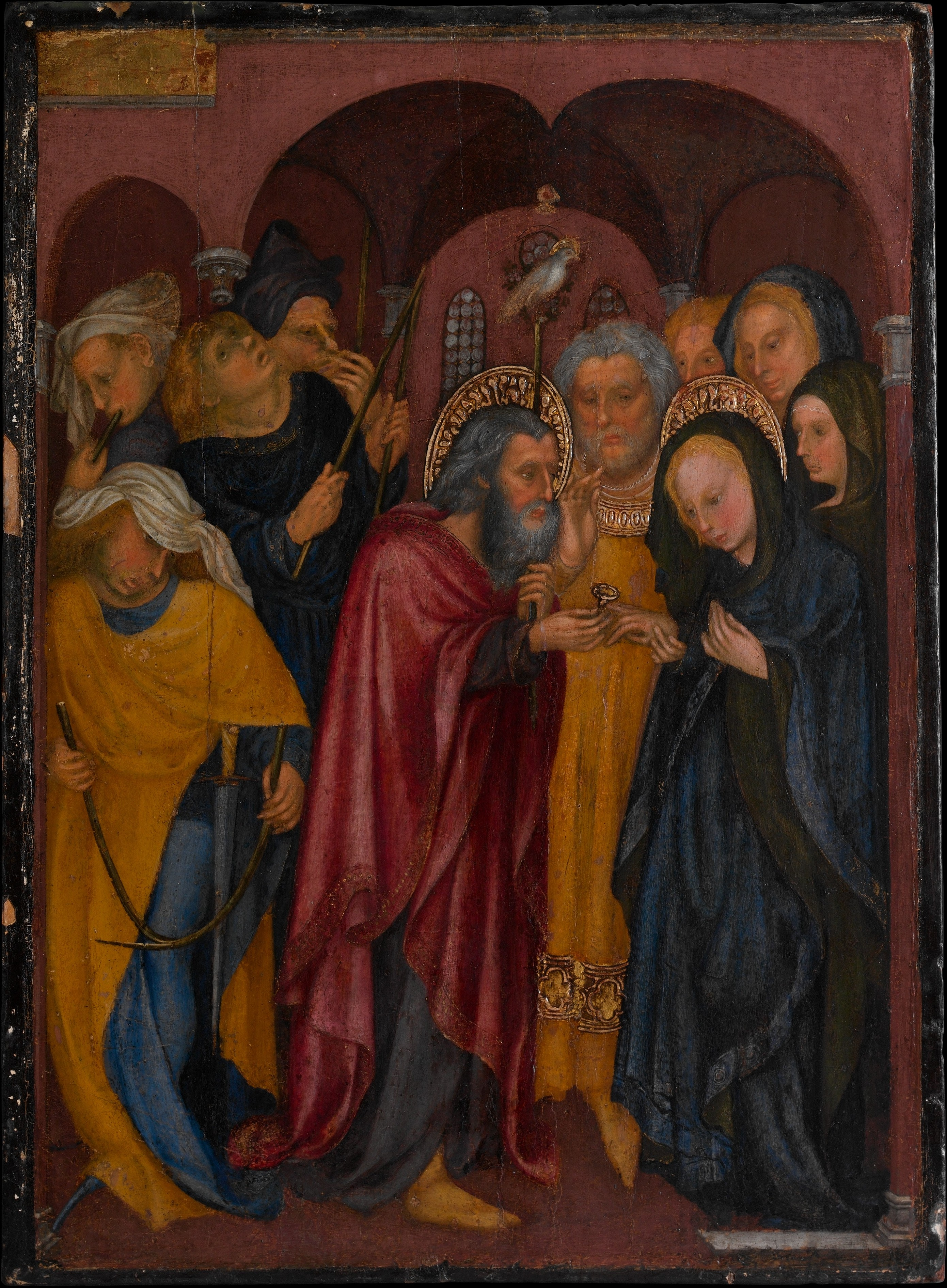
Vermählung Marias, um 1435, Metropolitan Museum, New York
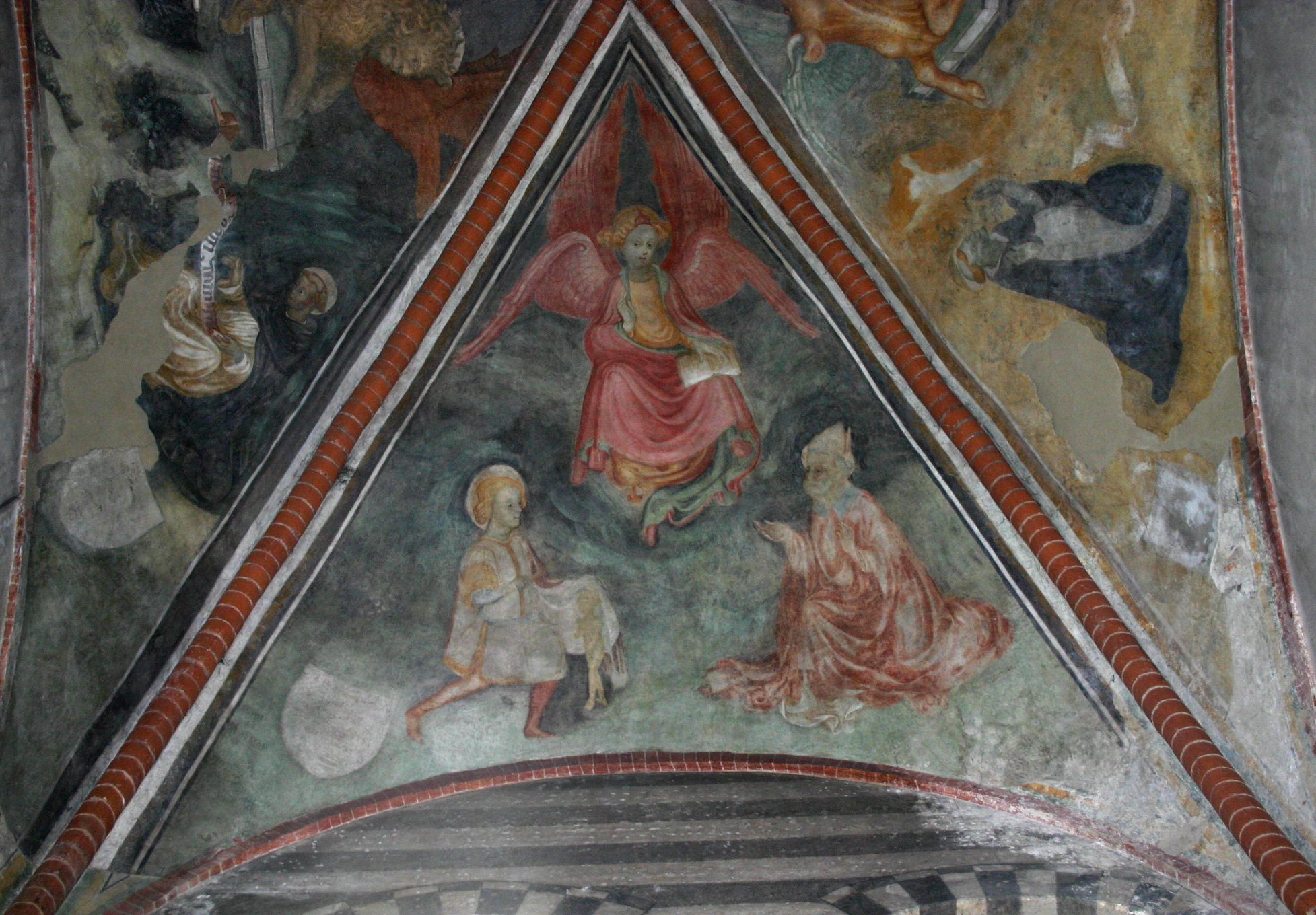
Der Evangelist Matthäus und Heilige, um 1440, Basilica di Sant’Eustorgio, Mailand
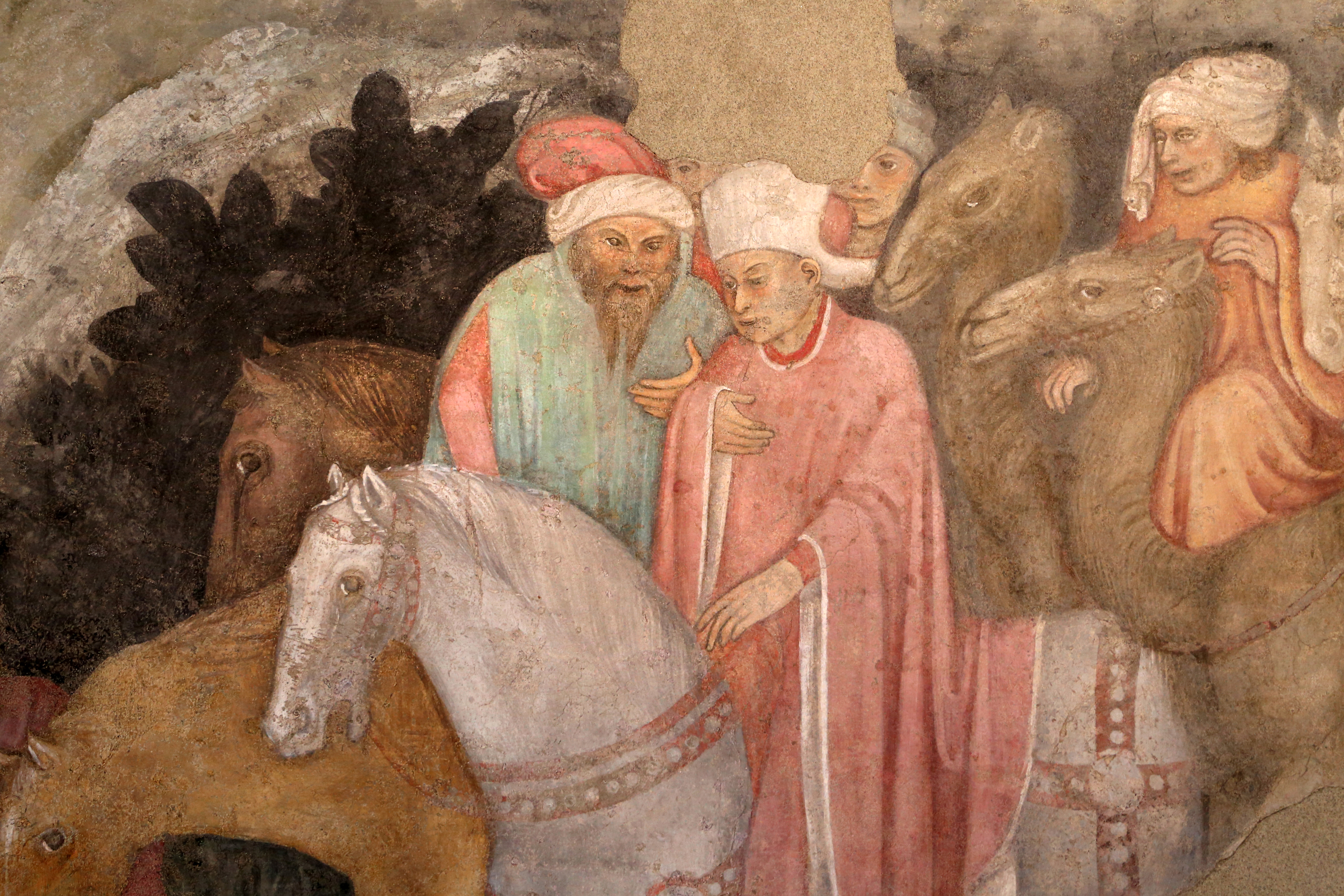
Detail aus der Prozession der Heiligen Drei Könige für die Kirche Santa Maria Podone, 1445/46, Diözesanmuseum Mailand
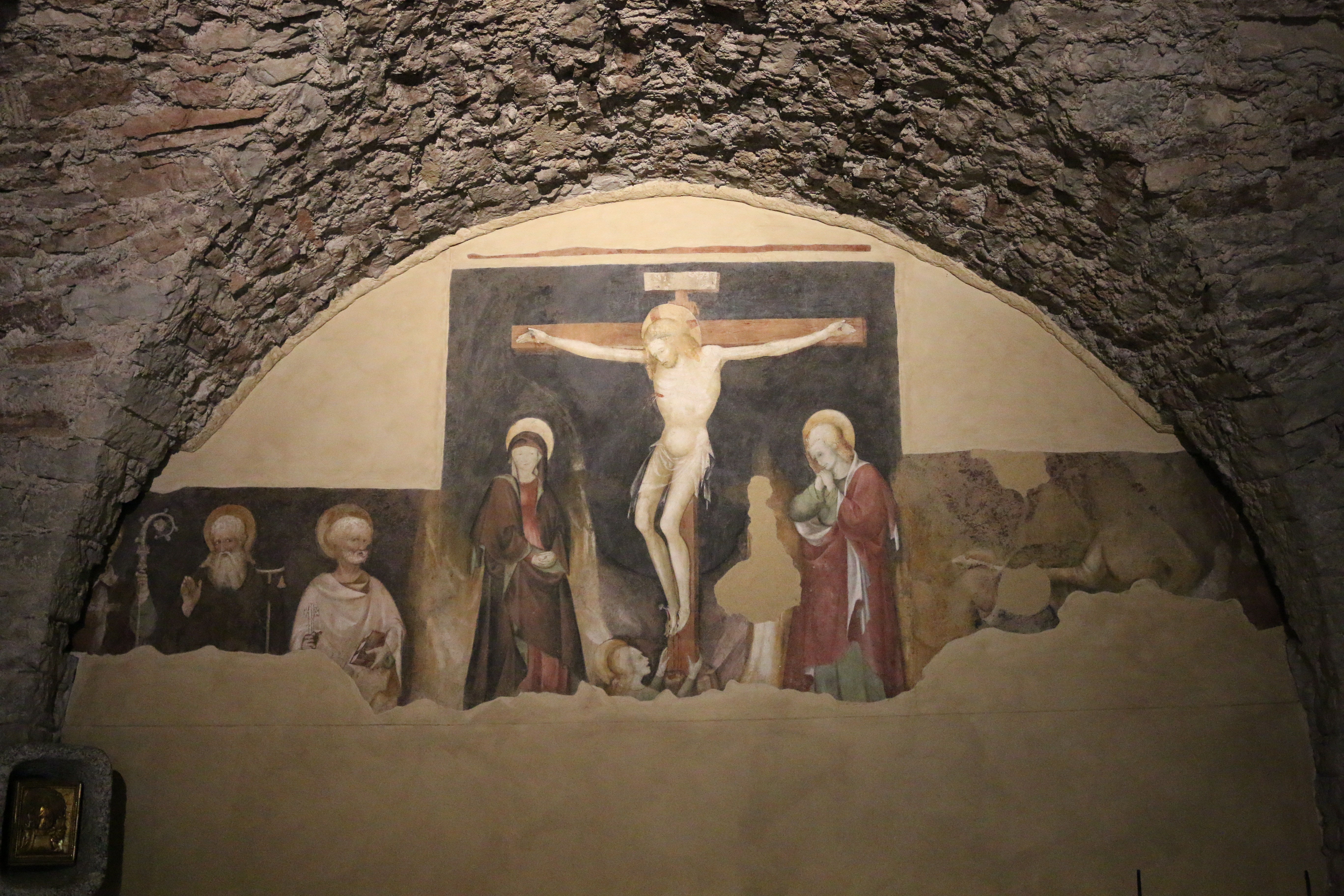
Kreuzigung (zugeschrieben), um 1380–1400, Einsiedelei San Salvatore, Erba